# Aeolodon priscus
Aeolodon priscus è un crocodilomorfo estinto, appartenente ai teleosauroidi. Visse nel Giurassico superiore (Titoniano, circa 150 milioni di anni fa) e i suoi resti fossili sono stati ritrovati in Europa. 

## Descrizione
Questo rettile era simile a un attuale gaviale del Gange (Gavialis gangeticus), e poteva superare i 4 metri di lunghezza. Era caratterizzato, come tutti i teleosauroidi, da arti anteriori molto più corti di quelli superiori. Aeolodon, come altri membri della famiglia, era dotato di un rostro allungato e sottile, dalla debole ornamentazione, che si restringeva appena di fronte alle orbite; queste ultime erano sporgenti e leggermente sopraelevate. 
Le vertebre cervicali di Aeolodon erano caratterizzate da spine neurali e centri vertebrali di altezza quasi identica, mentre il coracoide distale possedeva margini arrotondati e un forame coracoideo profondo. Il processo iliaco era più allungato rispetto ad altri teleosauridi come Charitomenosuchus. La cresta ischiatica era quasi triangolare. Gli osteodermi, che come negli altri teleosauroidi ricoprivano il dorso e la coda, erano dotati di ornamentazione ridotta, con grandi fori bassi e ben separati. 

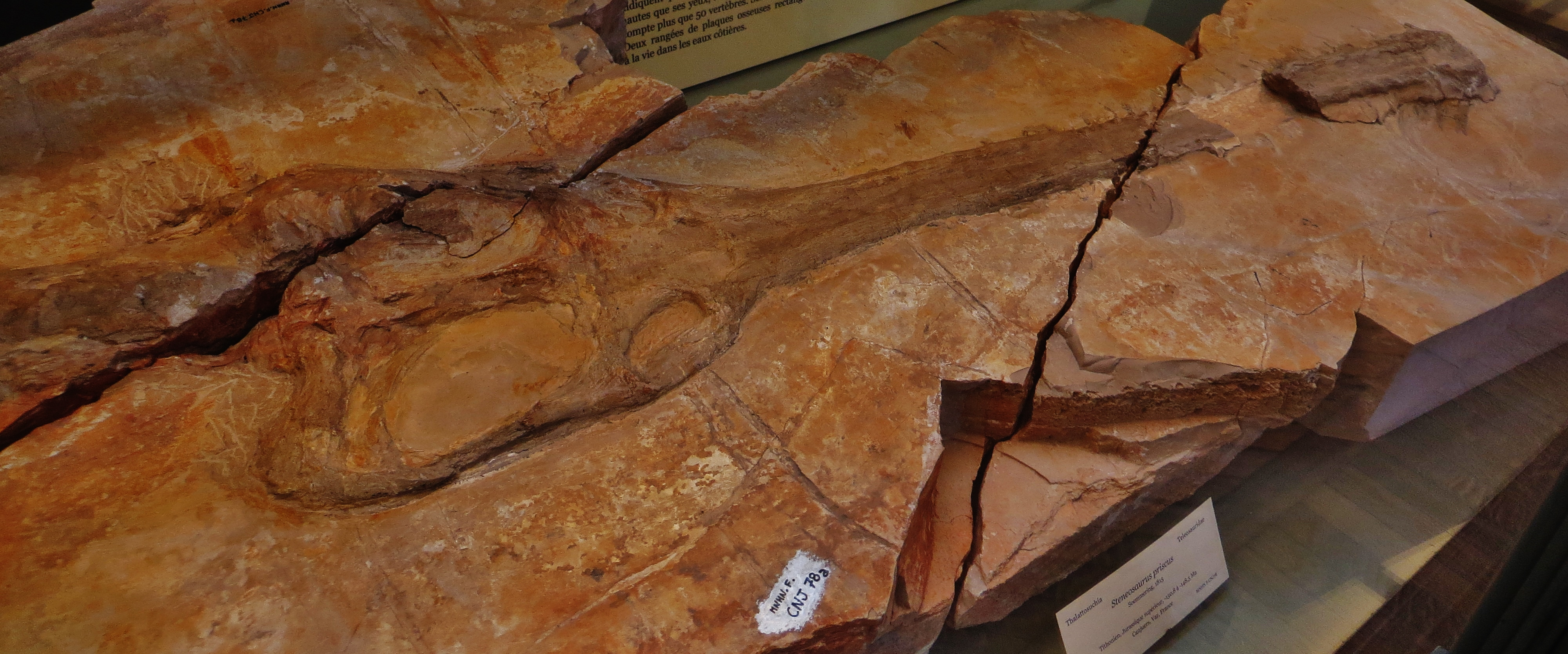
Cranio di Aeolodon priscus proveniente da Canjuers

## Classificazione
Come molti altri teleosauroidi, il genere Aeolodon è stato a lungo ritenuto identico al wastebin taxon Steneosaurus. Il primo fossile di Aeolodon, uno scheletro completo, venne ritrovato in Germania meridionale, nel calcare litografico di Solnhofen in Baviera; l'esemplare venne descritto nel 1814 da Von Sömmerring, che lo identificò come Crocodilus priscus. Solo in seguito, nel 1832, Hermann von Meyer attribuì il fossile a un nuovo genere di coccodrilli estinto, Aeolodon. In seguito, tuttavia, il fossile venne attribuito al genere Steneosaurus. Nel corso degli anni 2000 una serie di analisi cladistiche misero in luce numerose differenze tra questa specie e le altre attribuite al genere, e solo nel 2020 una revisione dei teleosauroidi riconfermò la validità del genere Aeolodon. Altri fossili attribuiti a questa specie sono stati ritrovati a Canjuers, in Francia.
Attualmente, le analisi filogenetiche indicano Aeolodon come un rappresentante derivato della famiglia Teleosauridae, "coccodrilli" marini dotati di muso stretto e allungato; Aeolodon, in particolare, è considerato ancestrale agli affini Sericodon e Bathysuchus (Johnson et al., 2020).

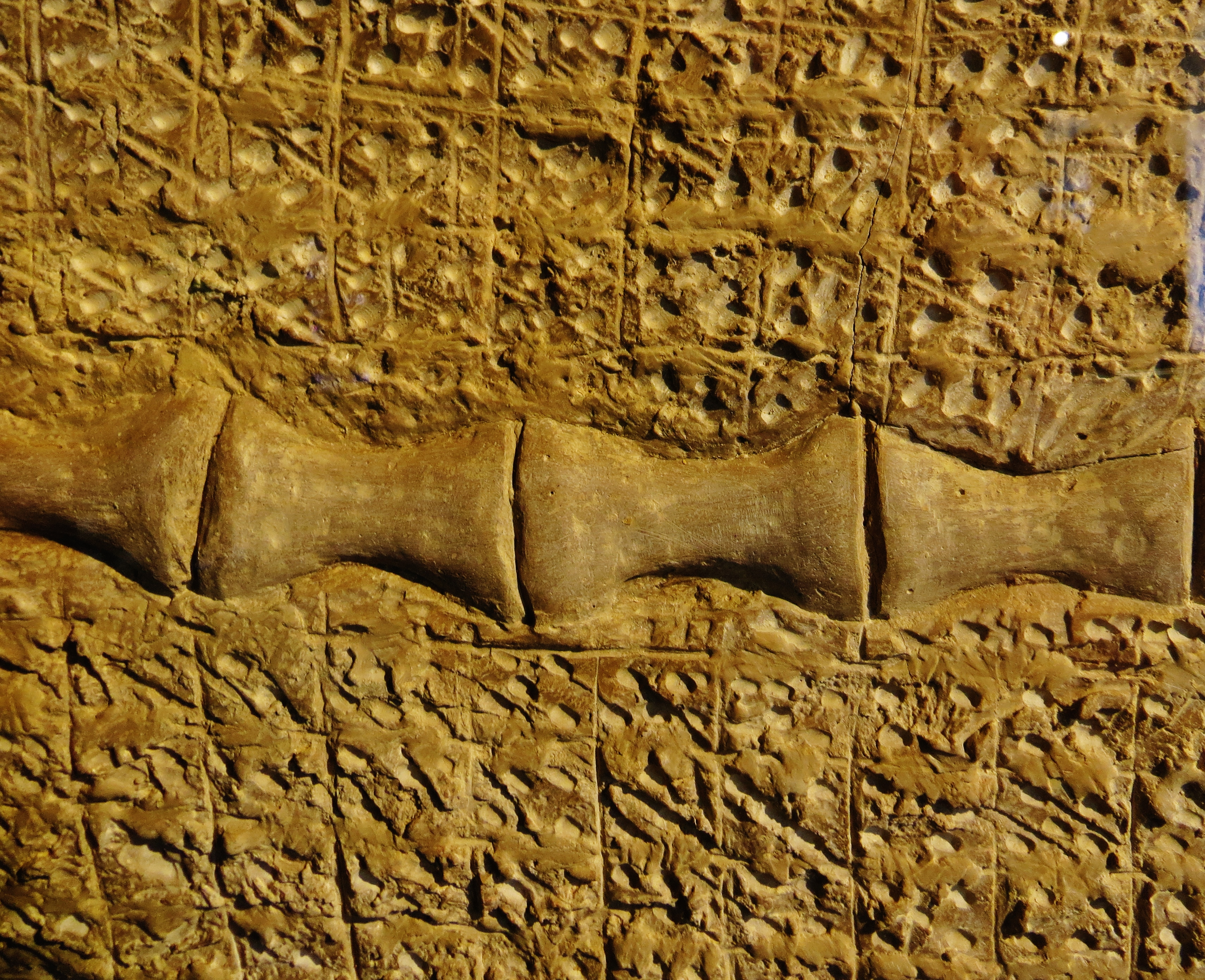
Vertebre e osteodermi di Aeolodon priscus

## Paleoecologia
Aeolodon era un predatore marino che poteva spingersi anche in acque di mare aperto. 